# Why Do Birds Sing?
Why Do Birds Sing? è il quinto album discografico in studio dei Violent Femmes, pubblicato nel 1991. L'album è stato anticipato dal singolo American Music.

## Tracce
1. American Music – 3:49
2. Out the Window – 2:52
3. Look Like That – 2:45
4. Do You Really Want to Hurt Me? – 4:50
5. Hey Nonny Nonny – 4:34
6. Used to Be – 3:38
7. Girl Trouble – 2:57
8. He Likes Me – 3:07
9. Life is a Scream – 1:54
10. Flamingo Baby – 2:37
11. Lack of Knowledge – 1:54
12. More Money Tonight – 3:58
13. I'm Free – 3:25

## Formazione
Gruppo
- Gordon Gano - voce, chitarre
- Brian Ritchie - basso, chitarra elettrica, bouzouki, banjo, ukulele, didgeridoo, glockenspiel
- Victor DeLorenzo - batteria, percussioni, tabla, conga, timpani, altri strumenti

Altri musicisti
- Michael Beinhorn - organo hammond, mellotron, piano, harmonium
- Sid Page, Suzie Katayama, Ilene Novog, Larry Corbett - archi
- Tommy Mandel - tastiere